# Гётоку (станция)
Станция Гётоку (яп. 行徳駅 гё:току эки) — железнодорожная станция на линии Тодзай расположенная в городе Итикава префектуры Тиба. Станция обозначена номером T-20. Была открыта 29-го марта 1969 года.

## Планировка станции
Две платформы бокового типа и два пути.
| 1 | ○ Линия Тодзай | Ниси-Фунабаси, Тоё-Кацутадай                                      |
| 2 | ○ Линия Тодзай | Ураясу, Отэмати, Иидабаси, Такаданобаба, Накано, Линия Тюо Митака |

## Близлежащие станции
| «             |  | Линия        |  | »     |
| ------------- |  | ------------ |  | ----- |
| Минами-Гётоку |  | Линия Тодзай |  | Мёдэн |